# 平内町立東平内中学校
平内町立東平内中学校（ひらないちょうりつひがしひらないちゅうがっこう）は、青森県東津軽郡平内町大字清水川にあった公立中学校。

## 沿革
- 1947年（昭和22年）
  - 4月1日 - 東平内村立東平内中学校設立。清水川小学校校舎に併設。清水川公民館も校舎に充てる。
  - 4月22日 - 開校式挙行。
- 1949年（昭和24年）
  - 2月3日 - 外童子小学校に、外童子分校併設。
  - 3月11日 - 中学校独立校舎が、新築移転し、小学校から分離。
  - 5月28日 - 大字清水川字道巣5番地に新校舎落成、落成式挙行。
- 1955年（昭和30年）3月31日 - 町村合併（昭和の大合併）により、平内町立東平内中学校と改称。
- 1958年（昭和33年）4月1日 - 外童子分校廃校。東栄中学校に併合。
- 1982年（昭和57年）
  - 3月1日 - 鉄筋コンクリート造の特別教室棟を建築。
  - 11月1日 - 鉄筋コンクリート造の管理教室棟を建築。
- 1983年（昭和58年）6月1日 - 鉄骨造の体育館と鉄筋コンクリート造の渡り廊下を建築。
- 1994年（平成6年）4月 - 東栄中学校を統合。
- 2017年（平成25年）9月 - 平内町議会は、本校を含む町内全中学校を統合する事を検討している事を明らかにした。なお、統合中学校校舎は、2021年（令和3年）3月末に閉校した青森東高校平内校舎を使用する[1][2]。
- 2023年（令和5年）
  - 3月10日 - 最後の卒業証書授与式挙行[3]。
  - 3月31日 - 町内中学校を統合した、統合中学校開校により、閉校[4]。

### この節の出典
- 『青森県教育史 別巻』(青森県教育委員会・昭和48年12月20日発行)896頁「学校沿革 中学校 東平内中学校」
- 『平内町史 上巻』(平内町・昭和52年4月1日発行)729頁「第2章 明治以後の教育・第六節 学校沿革史・東平内中学校」
- 『平内町史 上巻』(平内町・昭和52年4月1日発行)717頁「第2章 明治以後の教育・第六節 学校沿革史・東小学校」 - これに中学校校舎移転に関する記載あり。
- 1.公共建築物 (PDF)  - 平内町(「資1」に東平内中学校に関する記載あり)

## 生徒数
- 2022年（令和4年）5月1日時点（閉校時点）

| 学年 | 1年 | 2年 | 3年 | 特別支援 | 合計 |
| ---- | --- | --- | --- | -------- | ---- |
| 学級 | 1   | 1   | 1   | 2        | 5    |
| 生徒 | 9   | 15  | 16  | (3) 内数 | 40   |

## 学区
- 平内町の旧東平内村域。

## アクセス
- 青い森鉄道青い森鉄道線清水川駅から、徒歩約345m・約6分。

## 周辺
- 平内町立東小学校 - 進学前小学校。小学校は存続。
- 青い森鉄道青い森鉄道線 - 線路は近くだが、駅は少し離れている。